# Nicol Lucák Čupková
Nicol Lucák Čupková, geb. Čupková, (* 4. November 1992 in Košice, Tschechoslowakei) ist eine ehemalige slowakische Eishockeyspielerin und derzeitige -trainerin.

## Spielerkarriere
Die in Košice geborene Nicol Čupková begann ihre Karriere in der ostslowakischen Stadt Michalovce. Nachdem sie mehrere Spielzeiten für den HC Slovan Bratislava in der European Women’s Hockey League (EWHL) gespielt hatte, wechselte sie während der Saison 2011/12 zu Agidel Ufa nach Russland in die russische Eishockeyliga, die seit 2015 den Namen Schenskaja Hockey-Liga trägt. Mit ihrem Verein, der dem KHL-Klub Salawat Julajew Ufa organisatorisch untergeordnet ist und auf professionellen Niveau arbeitet, belegte sie zwischen den Spielzeiten 2011/12 und 2014/15 jeweils den dritten Platz. Erstmals wurde sie gemeinsam mit ihrer Mannschaft in der Saison 2015/16 russische Vizemeisterin hinter Tornado Moskowskaja Oblast.
Nachdem man in der darauffolgenden Saison erneut russischer Vizemeister wurde, gewann Nicol Čupková mit Agidel Ufa in der Saison 2017/18, in der erstmals Playoffs ausgetragen wurden, durch den Sieg im Playoff-Finale gegen Tornado Moskowskaja Oblast den ersten Meistertitel in der Vereinsgeschichte. In der darauffolgenden Saison wurde der Meistertitel verteidigt. Aufgrund ihrer Leistungen in der Schenskaja Hockey-Liga, wo sie in 35 Spielen 44 Scorerpunkte erzielte, wurde sie als 2019 vom Slovenský zväz ľadového hokeja als „Hokejistka roka“ („Eishockeyspielerin des Jahres“) ausgezeichnet und setzte sich dabei gegen Jana Budajová und Janka Hlinka durch. In der Saison 2019/20 wurde eine erneute Titelverteidigung durch eine Niederlage im Playoff-Finale gegen die chinesische Mannschaft KRS Vanke Rays verpasst.
In der darauffolgenden Saison traf sie erneut mit Agidel Ufa im Playoff-Finale, das aufgrund von mehreren positiven COVID-19-Tests bei Spielerinnen kurz vor den Beginn der Saison 2021/22 verschoben wurde, auf die KRS Vanke Rays. Dort konnte man sich im Best-of-Three mit 2:1 durchsetzen. In der Folge verteidigte sie 2021 die Auszeichnung als „Hokejistka roka“ („Eishockeyspielerin des Jahres“), weil im vorhergehenden Jahr auf Grund der COVID-19-Pandemie keine Preise verliehen wurden. In der darauffolgenden Saison scheiterte die Mannschaft von Agidel Ufa bereits im Playoff-Viertelfinale. Doch zu diesem Zeitpunkt war Nicol Lucák Čupková auf Grund des russischen Überfalls auf die Ukraine 2022 schon nicht mehr Teil der Mannschaft. Anfang April verließ sie gemeinsam mit ihrem Mann, der in der Saison 2021/22 bei Agidel Ufa als Jugendtrainer gearbeitet hatte, Russland und gingen nach Tschechien.

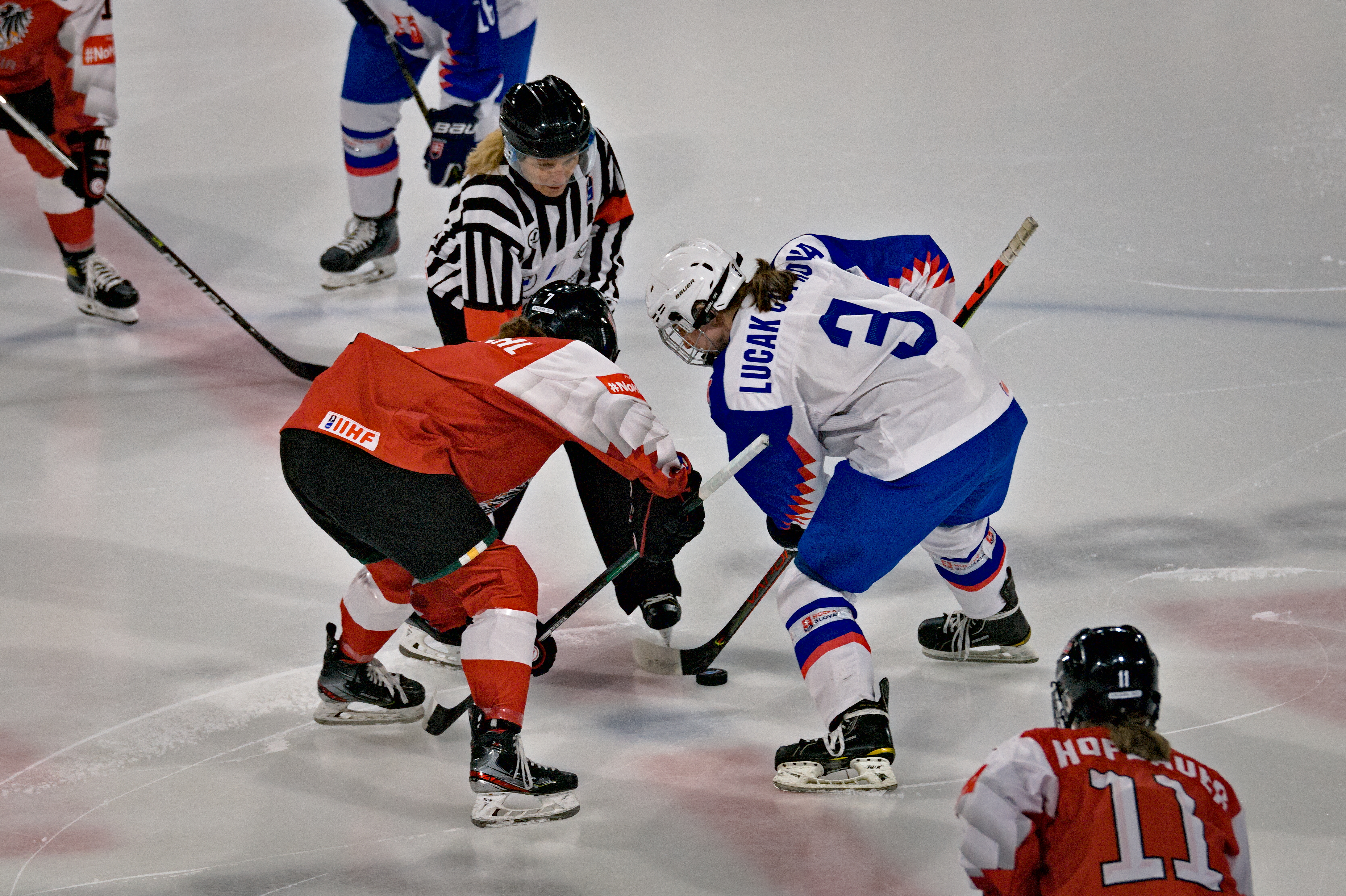
Lucák Čupková (Nr. 3) bei einem Bully im Spiel gegen Österreich bei der Weltmeisterschaft 2022

Nachdem sie nach der Weltmeisterschaft 2022 ihre Karriere beendet hatte, wurde Nicol Lucák Čupková zum dritten Mal vom Slovenský zväz ľadového hokeja als „Hokejistka roka“ („Eishockeyspielerin des Jahres“) ausgezeichnet. Damit stellte sie den bisherigen Rekord von Zuzana Tomčíková ein. Trotz ihres Karriereendes und ihrer Trainertätigkeit bei Bílí Tygři Liberec bekam sie Abschiedsspiele in Michalovce, wo sie das Eishockeyspielen erlernte. Für den 2020 gegründeten ŽHK Michalovce absolvierte sie am 18. und 19. Februar 2023 zwei Spiele in Extraliga, der höchsten slowakischen Spielklasse im Fraueneishockey. Bei den beiden Siegen erzielte sie zwei Tore selbst und bereitete vier weitere vor. Im Anschluss wurde bekannt gegeben, dass das Trikot von ihr an der Decke des Zimný štadión Michalovce aufgehängt wird.

### International
Bereits im Alter von 13 Jahren debütierte Nicol Čupková in der slowakischen Nationalmannschaft und im Alter von 16 Jahren nahm sie im November 2008 mit der slowakischen Nationalmannschaft am Qualifikationsturnier für die Olympischen Winterspiele 2010 in Bad Tölz teil. Dort setzte sie sich mit ihrer Mannschaft überraschend gegen die stärker eingeschätzten Mannschaft von Deutschland, Kasachstan und Frankreich durch und qualifizierte sich für die Olympischen Winterspiele in Vancouver. Als zweitjüngste slowakische Spielerin nahm sie an den Olympischen Winterspielen 2010 teil und erzielte dabei bei der 6:2-Niederlage gegen Schweden das zwischenzeitliche 2:2. Zudem bereitete sie im Turnierverlauf auch noch zwei Tore vor. Trotz dessen beendete sie slowakische Mannschaft das Turnier auf den achten und damit letzten Platz.
Nicol Čupková nahm für die slowakische Nationalmannschaft aber nicht nur an den Olympischen Spielen teil, sondern vertrat die Slowakei auch bei mehreren Weltmeisterschaften. Ihre letzten Turniere für die Slowakei absolvierte sie bei der Qualifikation für die Olympischen Winterspiele 2022 und der Weltmeisterschaft 2022. Beim Qualifikationsturnier für die Olympischen Winterspiele 2022, welches vom 11. bis 14. November 2021 im schwedischen Luleå stattfand, agierte sie als Kapitänin der Mannschaft und erzielte in drei Spielen drei Treffer. Trotzdem reichte es für Nicol Lucák Čupková und die slowakische Mannschaft nur für den dritten Platz in der Gruppe, wodurch man die Qualifikation für die Olympischen Winterspiele in Peking verpasste. Bei den Weltmeisterschaften, wo die Slowakei zwischen dem 24. und 30. April 2022 in der Division IA an den Start ging, war sie erneut Kapitänin der Mannschaft und bereitete zwei Tore vor. Mit ihrer Mannschaft beendete sie den Wettbewerb auf dem dritten Platz und verpasste dadurch den Aufstieg in die Topdivision. Nach dem Turnier beendete Nicol Lucák Čupková ihre Spielerkarriere.

## Trainerkarriere
Nachdem Nicol Lucák Čupková ihre Karriere nach der Eishockey-Weltmeisterschaft der Frauen 2022 beendet hatte, nahm sie gemeinsam mit ihrem Ehemann die vom Bílí Tygři Liberec angebotenen Jobs als Jugendtrainer an. Zudem wurde sie auch vom slowakischen Verband als U16-Trainerin für das Europäisches Olympisches Winter-Jugendfestival 2023 verpflichtet. Dort führte sie ihre Mannschaft, zu der zum Beispiel das slowakische Ausnahmetalent Nela Lopušanová gehörte, in das Finale. Dort kam es zum Duell mit Tschechien, welches von Jan Lucák, dem Ehemann von Nicol Lucák Čupková, trainiert wurde. Die slowakische Mannschaft musste sich nach einer 1:4-Niederlage mit der Silbermedaille begnügen.

## Erfolge und Auszeichnungen
| - 2016 Russischer Vizemeister mit Agidel Ufa - 2016 Russischer Vizemeister mit Agidel Ufa - 2018 Russischer Meister mit Agidel Ufa - 2019 Russischer Meister mit Agidel Ufa | - 2019 Hokejistka roka - 2016 Russischer Vizemeister mit Agidel Ufa - 2021 Russischer Meister mit Agidel Ufa - 2021 Hokejistka roka |

### International
| - 2009 Topscorerin der U18-Weltmeisterschaft der Division I - 2009 Beste Torschützin der U18-Weltmeisterschaft der Division I - 2009 Aufstieg in die Top-Division bei der Weltmeisterschaft der Division I - 2010 Wertvollste Spielerin der U18-Weltmeisterschaft der Division I | - 2017 Aufstieg in die Division IA bei der Weltmeisterschaft der Division IB - 2017 Topscorerin der Weltmeisterschaft der Division IB - 2017 Beste Torschützin der Weltmeisterschaft der Division IB |

## Familie
Im Mai 2021 heiratete Nicol Čupková den tschechischen Eishockeytrainer Jan Lucák und nahm dessen Familiennamen in ihren Namen auf, sodass sie seitdem den Namen Nicol Lucák Čupková trägt.